# Rytidostylis carthagenensis
Rytidostylis carthagenensis là một loài thực vật có hoa trong họ Cucurbitaceae. Loài này được (Jacq.) Kuntze miêu tả khoa học đầu tiên năm 1891.